# Мёрленбах
Мёрленбах (нем. Mörlenbach) — община в Германии, в земле Гессен. Подчиняется административному округу Дармштадт. Входит в состав района Бергштрассе.  Население составляет 10 140 человек (на 31 декабря 2010 года). Занимает площадь 27,22 км².
Община подразделяется на 5 сельских округов.

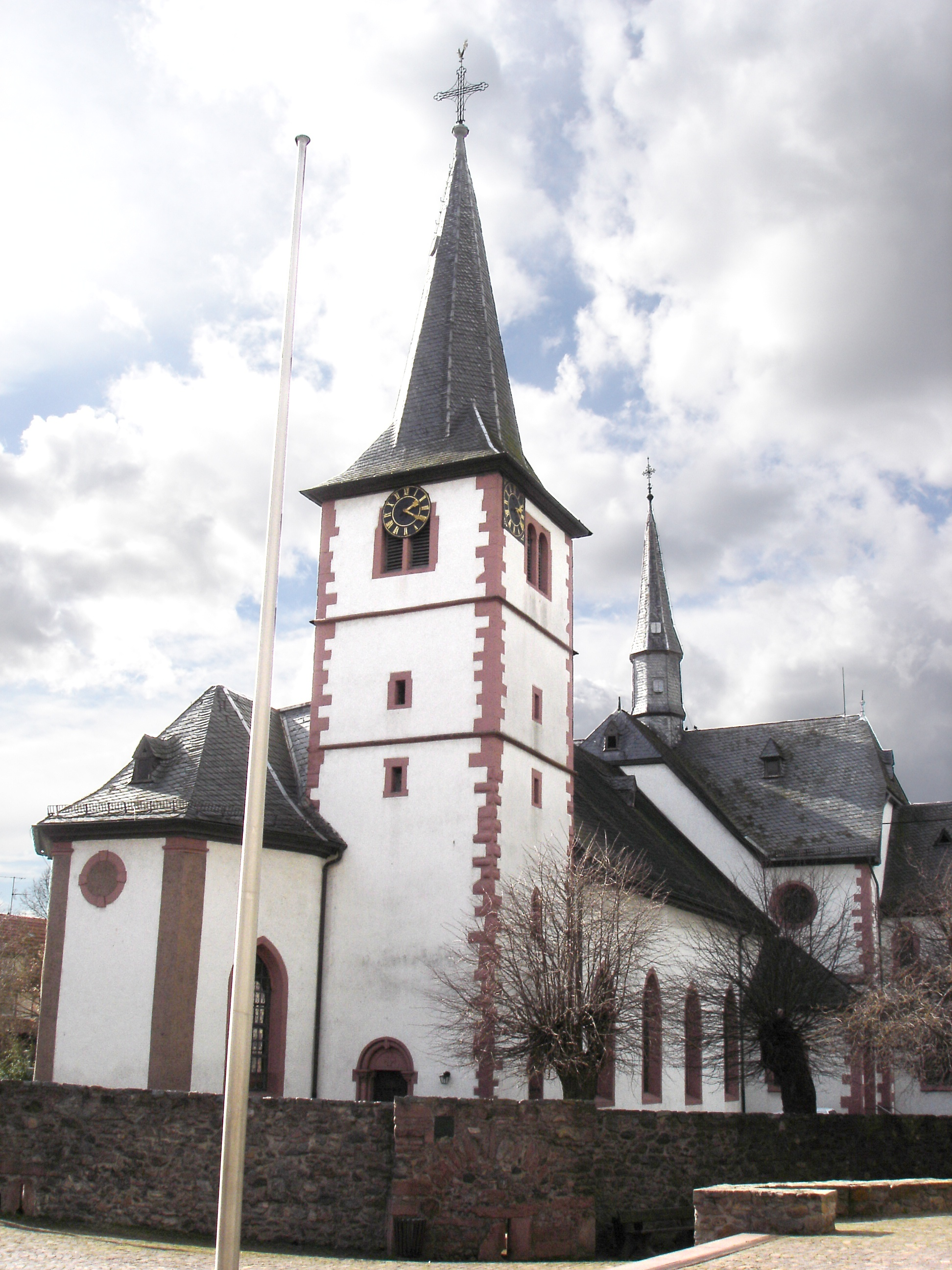
Католическая Церковь
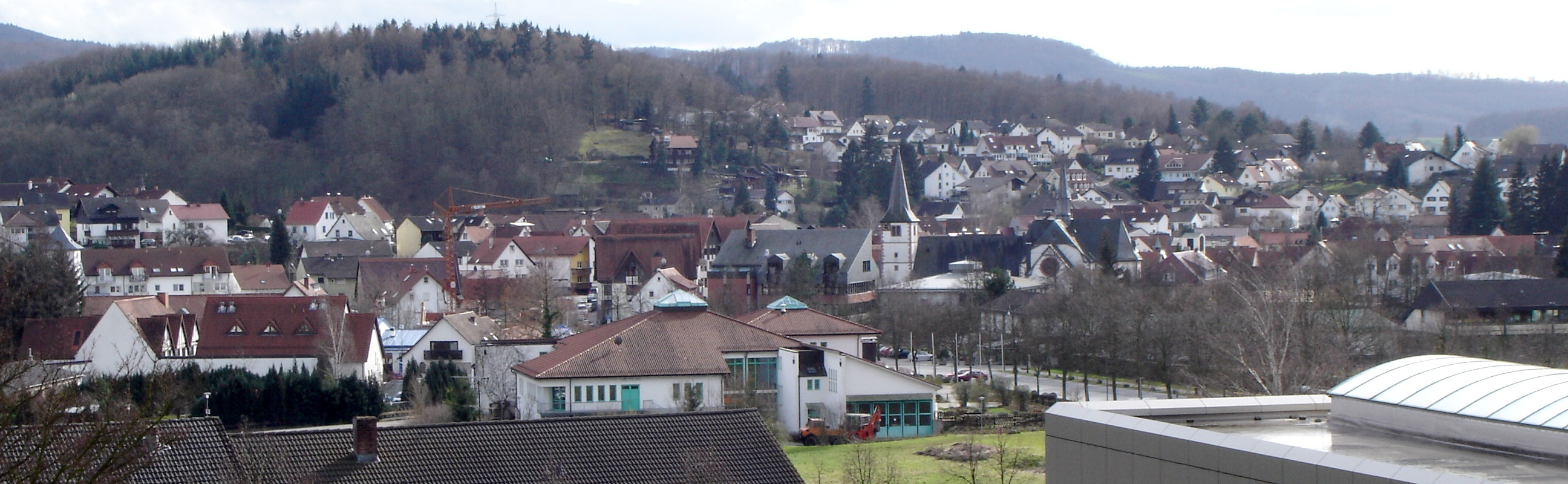
Панорама Мерленбах
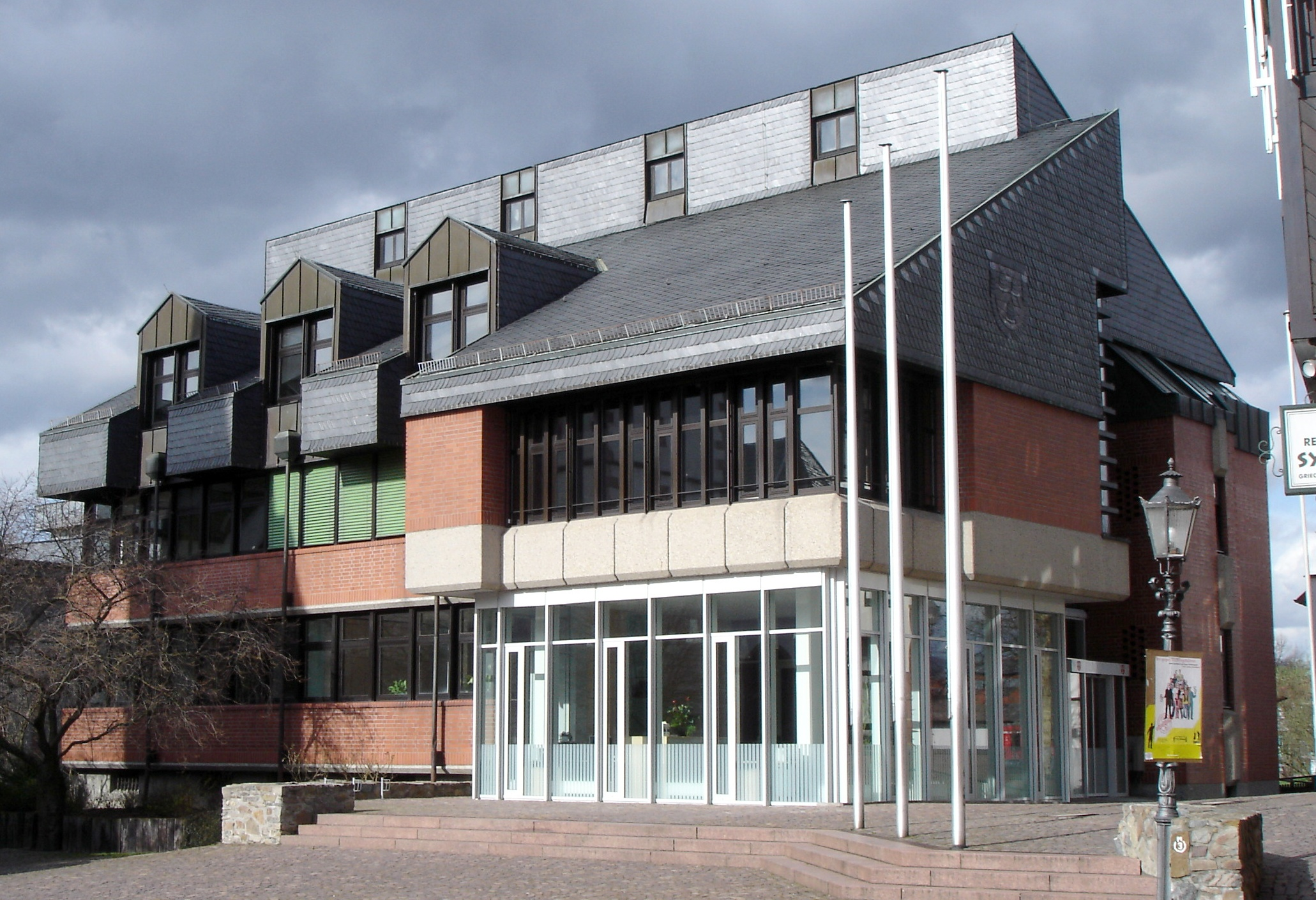
Новая ратуша (1978 год)